# Primula meyeri
Primula meyeri là một loài thực vật có hoa trong họ Anh thảo. Loài này được Rupr. miêu tả khoa học đầu tiên.